# 1994 GF
1994 GF är en asteroid i huvudbältet som upptäcktes den 3 april 1994 av den japanska astronomen Takao Kobayashi vid Ōizumi-observatoriet.
Asteroiden har en diameter på ungefär 3 kilometer.